# Історія освоєння мінеральних ресурсів Грузії

Історія освоєння мінеральних ресурсів Грузії

## До н.е— І тис. н.е
Початок видобутку корисних копалин на території Грузії — ранній палеоліт (кремінь, базальт, обсидіан, андезит, яшма, халцедон, пісковики). До IV тис. до н. е діяли численні майстерні з обробки кременю й обсидіану, пізніше камінь починають замінювати мідні вироби.
Розробка мідних руд, а також виплавка бронз на арсенових та стибієвих домішках починається ймовірно з кінця IV тис. до н.е В період III–II тис. до н. е гірничо-металургійне виробництво на території Грузії було одним з найрозвиненіших у світі. Діяли гірничо-металургійні центри: Абхазький, Сванетський, Рачинський, Кахетинський, Чорохсько-Аджарський, Болніський.
Серед видатних пам'яток гірництва слід відзначити мідні рудники в Гірській Рачі (верхоріччя Ріоні), які датовано серединою II-го — початком I-го тис. до н. е. Відкрита розробка здійснювалась невеликими кар'єрами, або траншеями довжиною 20-60 м, шириною до 2 м й глибиною до 5 м. Поступово, просуваючись за жилою, гірники йшли вглиб надр. Давні підземні виробки свідчать про високу культуру гірничої справи грузинських племен.
Технологія видобутку включала вогневу та клиномолоткову відбійку, застосування ціликів для підтримки покрівлі, дерев'яне кріплення у вигляді стояків і рам, сортування руди, вентиляцію спеціальними виробками. Треба відзначити різноманітні форми перерізу гірничих виробок, в тому числі круглу, прямокутну, еліпсоїдну та найраціональнішу — аркову (більшість споруд). Виробки на підземних мідних копальнях досягали 150–200 м у довжину, а максимальна площа перерізу камер — до 300 м².
У I тис. до н. е розвиваються Болніський та Колхідо-Халібський гірничо-металургійні райони (тільки між Батумі й Поті виявлено понад 400 об'єктів виробництва заліза). Письмові джерела античних часів і країн Давнього Сходу свідчать, що головною господарчою діяльністю кавказьких племен (халібів, тибаренів, месхі) в VI–III ст. до н. е були гірництво і металургія, які об'єднувались на той час в єдину виробничу культуру.
Видобуток золотоносного піску гірських рік методом вловлювання його у промасленій вовні баранячих шкур був відомий з II-го тис. до н. е і зберігся у Сванетії до початку XX ст. «Золотоносною Колхідою» називали ці місця Страбон та Пліній. Саме на пошуку «золотого руна» в Колхіді ґрунтується всесвітньо відомий міф про аргонавтів. Цікаво, що опис давньої технології вловлювання золота з гірських потоків за допомогою корит і шкур зустрічається у працях ряду авторів — Страбона, Плінія, грецького історика II ст. Аппіана, інших. Останній у своїй 12-й книзі про війни Мітрідату пише: «Дрібні частинки золота несуть багато річок Кавказу, і місцеві жителі розстелюють баранячі шкури глибоко по дну річки, збирають на них золотий пісок . Такою і була золоторунна шкура Аіта».

## Раннє середньовіччя

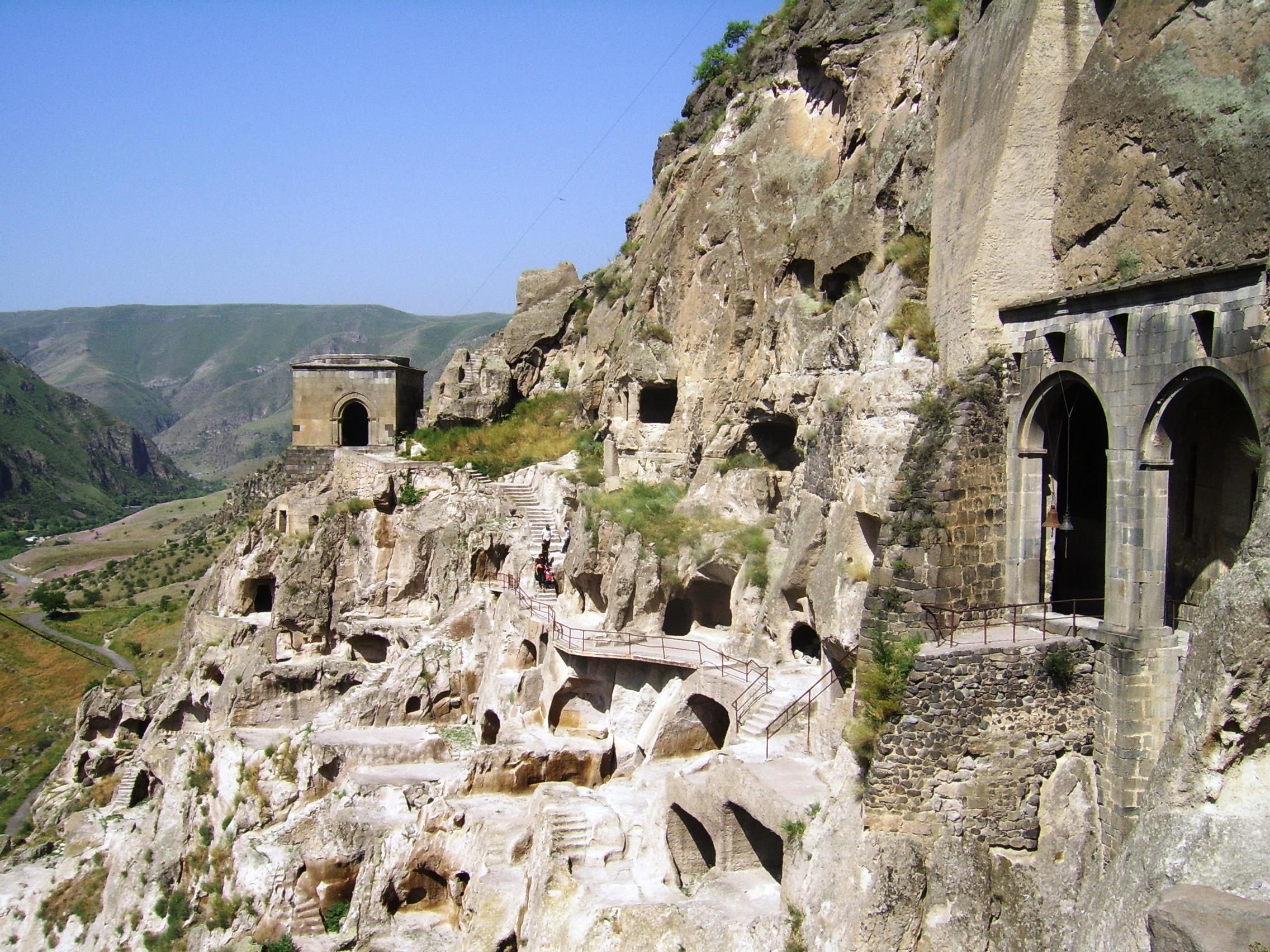
Печерне місто Вардзіа (XII ст.)

З раннього середньовіччя збереглися залізні рудники Болніського району. Поряд з рудами в цей час розробляли вапняки, пісковики, туфи — як матеріал для будівництва храмів і житла. Підземне будівництво представлене комплексами печерних міст Уплісцихе (I–VI ст.), Давид Гареджа (Х–XIII ст.) та, найбільш відомим — Вардзіа (XII). Міста включали велику кількість відкрито-підземних камер, розташованих у кілька ярусів, а також підземні ходи довжиною 1-2 км.
В XIII–XVIII ст. гірнича справа занепадає, що зумовлено експансіями монголів, турків, персів й інших загарбників. Нові промислові розробки поліметалічних і мідних руд почалися у XVII ст. В цей час гірничо-металургійне виробництво давало до 40-50 % прибутків державної казни (період царя Іраклія ІІ). Розробка родовищ марганцю, кам'яного вугілля, нафти почалася в другій половині XIX ст. В цей же період починається широке застосування відомих мінеральних вод Грузії.

## ХХ століття
У XX ст. в країні формується індустріальний сектор економіки. До кінця 1980-х років в Грузії склалися і успішно працювали такі галузі промисловості, як гідроенергетика, видобуток вугілля, марганцю і міді, чорна металургія (виробництво феросплавів, чавуну і сталі), машинобудування, нафтопереробка, виробництво будівельних матеріалів (цементу, шиферу, блоків), хімічна і текстильна. У 1990 р. республіка виробила 0,2 % всієї світової промислової продукції, приблизно стільки ж, скільки Норвегія. Промисловість давала понад 40 % національного доходу країни. В період 1990-х років перехід на ринкову економіку супроводжувався економічною кризою. З 1995 р. спостерігається позитивна тенденція виводу економіки зі стану кризи. Приватний сектор забезпечує понад 50 % ВВП.
Протягом XX ст. у країні постала розвинена гірнича промисловість. У 1930–1980 роках до експлуатації залучено понад 200 родовищ різних видів мінеральної сировини, в тому числі вугілля, арсену, кольорових металів, золота, нерудних корисних копалин — бариту, бентоніту, діатоміту, цеоліту та ін. У кінці 1980-х років у Грузії добувалося на рік: нафти до 3 млн т, вугілля до 3,2 млн т, марганцевої руди до 5,2 млн т, мідної руди до 1,5 млн т, баритових руд до 500 тис. т. Навіть у 1989 р, коли гірничодобувні галузі увійшли в смугу затяжної багаторічної кризи, тут була видобута сировина, яка у вигляді фактично реалізованої продукції оцінюється в 370 млн дол. США, з яких на експорт склав 180 млн дол. США.
На 2000 рік з числа розвіданих родовищ в експлуатацію залучено 257, в резерві 259 родовищ. На початку XXI ст. в Грузії видобувають нафту, вугілля, марганцеву руду, золото, барит, андезит, бентоніт, діатоміт, літографський камінь, вапняк, будівельний та виробний камінь. В останні роки згідно з Законом Грузії «Про надра» видано близько 250 ліцензій користувачам надр на геологічні дослідження, розвідку та розробку родовищ. В цілому гірничодобувна промисловість Грузії є перспективною.

## Підготовка кадрів
Підготовку кадрів гірничо-геологічного профілю сьогодні здійснюють в Грузинському політехнічному університеті (1928 р.), а також на географічно-геологічному факультеті Тбіліського університету (1918 р.).